# حمد بن سيف النصر
حمد بن سيف النصر (1877-1954م)، أحد كبار قادة الجهاد في ليبيا ضد الأستعمار الأيطالي (1911-1942م) حاكم فزان (1943-1951م)، ثم والي فزان (1951-1954م) بعد توحيد ليبيا وتأسيس المملكة الليبية المتحدة، شيخ قبائل أولاد سليمان، وزعيم قبائل الصف الفوقي.

## نسبه
هو الشيخ حمد بن سيف النصر بن سيف النصر بن غيث بن سيف النصر بن غيث بن سيف النصر بن درمان بن يحى بن جبر بن علوان السليماني، من أولاد جبر من أولاد سليمان، وهم بنو سليمان بن كعب بن رافع بن دباب بن ربيعة بن زعب الأكبر بن جرو بن مالك بن خفاف بن امرئ القيس بن بهثة بن سليم وهو من قبيلة بني سليم  العظمى بن منصور القبيلة العربية العدنانية.
ينتمى إلى آل سيف النصر وهو البيت الذي تولى المشيخة والزعامة في قبائل أولاد سليمان لقرون طويلة، وقاد قبائل أولاد سليمان في صراع طويل ضد الدولة العثمانية، والقرمانلية والقوات الإيطالية والفرنسية، وفرضت هيمنتها منذ أواخر القرن الخامس الهجري على مناطق شرق طرابلس والجفرة وفزان بالإضافة إلى إقليم سرت في زمن لاحق.

## مولده ونشأته
ولد الشيخ حمَد سيف النّصر ببادية قبيلته بالمنطقة الوسطى، حوالي عام 1295هـ-1877م، وهو أكبر إخوته الخمسة، والده هو الشيخ سيف النصر بن سيف النصر شيخ أولاد سليمان، ووالدته السيدة عزيزة بنت عريش.
تربى في مضارب قبيلته في بيئة بدوية عربية حيث تعلم ركوب الخيل وفنون الرماية وغيرها مما يؤثر في حياة فرسان البادية، «تلقى تعليمه على يد الشيخين الجليلين عثمان بن حمودة من أولاد سليمان والحاج محمد حيدرة الهوني وهما من فقهاء عصره وكبار علماء أوانه».
و كانت قبيلته في ذلك العهد كعادتها غير خاضعة للسلطات العثمانية ولم ينتهي الصراع معها الا وقد زال الحكم العثماني عن البلاد بعد اتفاقية أوشي-لوزان 1912م. يؤكد ذلك المؤرخ والأديب الرحالة التونسي محمد بن عثمان الحشائشي الذي تجول بالمنطقة حوالي 1896م في حديثه عن الشيخ سيف النصر والد الشيخ حمد:
«ونحو منتصف الليل التحقنا بقافلة عائدة من بنغازي حيث باعت جمالا، وكان اصحاب القافلة اصيلي قبيلة التمامة، وكانو عائدين إلى ديارهم في سرت بالصحراء الغربية وكان رئيسهم محمد بن عبد الحفيظ، ووالده هو قاضي قبيلة أولاد سليمان، والتمامة ينتمون إلى الشيخ سيف النصر، وكان الشيخ عمر بن شتوان نقيب الأشراف سلمني في بنغازي رسالة توصية للشيخ سيف النصر فصادفت محلها، ومثلما ساذكر بعد قليل فان هذا الشيخ لا يخضع للسلطة التركية...».
وجد الشيخ حمد لأبيه هو الشيخ سيف النصر بن غيث شقيق الشيخ عبد الجليل بن غيث بن سيف النصر ورديفه في المشيخة وهما الذين قادا واحدة من أكبر الثورات العربية في ليبيا ضد السيطرة القرامنالية والعثمانية 1830م-1842م.

## أسرته (آل سيف النصر)
تعتبر أسرته آل غيث بيت المشيخة بأولاد سليمان الذي انحدر منه الكثير من مشاهير التاريخ الليبي الحديث وكان والده شيخ لقبائل أولاد سليمان واما عم والده فهو الشيخ عبد الجليل بن غيث بن سيف النصر قائد إحدى كبريات الثورات العربية ضد الحكم التركي (1830-1842 م) وكان جده المباشر سيف النصر بن غيث الثاني رديفا لشقيقه عبد الجليل في المشيخة والقائد الثاني وقد اتبعا خطى والدهما الشيخ غيث قتله الأتراك (1810|1810م) وأخيه الشيخ حمد بن سيف النصر الأول (1808م) وجدهما سيف النصر الأول قتل في معركة مع قوات يوسف باشا حوالي (1805|1805م).
قادت اسرته قبائل أولاد سليمان وحلفائها في مقاومة امتداد النفوذ التركي على مناطق الدواخل وقادتهم كذلك في مواجهة شرسة ضد الاستعمار الإيطالي وكذلك الاستعمار الفرنسي بتشاد رفقة قوات الاخوان السنوسية.
يعتبر اخوته الشيوخ عبد الجليل، سليمان، امحمد، محمد، قادة كبار لكثير من معارك الجهاد ضد الاستعمار الإيطالي.

## وصلات خارجية
- رجال بين الرمال
- بـَيْتُ الرِجـَال: آل سيف النّصـر..تاريخ عائلة وسيرة أبطال..أحمـَد سيف النّصـر.. سيرة حيَاتـه وَجَهاده